# Leucauge ruwenzorensis
Leucauge ruwenzorensis là một loài nhện trong họ Tetragnathidae.
Loài này thuộc chi Leucauge. Leucauge ruwenzorensis được Embrik Strand miêu tả năm 1913.